# Heliodotos

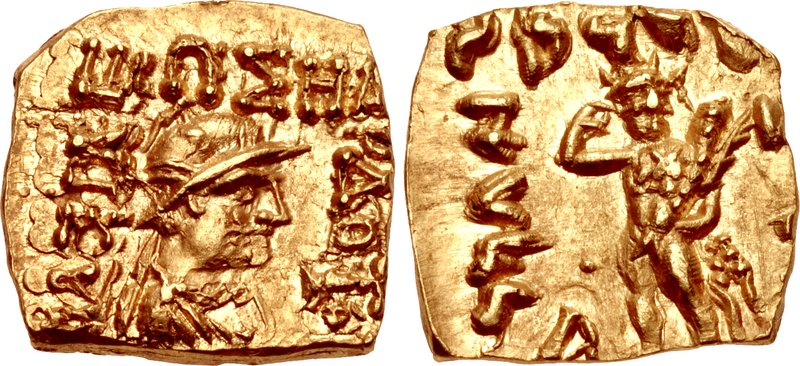
Münze des Heliodotos

Heliodotos war ein indo-griechischer König, der wahrscheinlich am Beginn des 1. Jahrhunderts v. Chr. regierte. Er ist bisher von einer Goldmünze bekannt, die im Jahr 2011 auf dem Kunstmarkt auftauchte. Er ist vielleicht auch von einer Inschrift bekannt.
Die Münze zeigt auf der Vorderseite das Bild des Herrschers und hat eine griechische Legende. Auf der Rückseite befindet sich das Bild des stehenden, nackten Herakles und Legenden in Kharosthi. Der einfache Stil der Münze kann andeuten, dass er ein kurzzeitig regierender lokaler Herrscher im Norden von Afghanistan oder im Punjab war, der unter den Yuezhi regierte. Diese waren in Baktrien eingefallen und hatten das griechisch-baktrische Reich vernichtet.